# Nina Landey
Pour les articles homonymes, voir Landey.
Nina Landey, née un 14 octobre à New York, est une actrice américaine.

## Biographie
Nina Landey tient l'un des deux rôles principaux du film lesbien Treading Water. 
Elle a deux enfants avec sa partenaire Jody Bleyle (en) du groupe Lesbians on Ecstasy.

## Filmographie
- 1998 : New York, police judiciaire (série télévisée) : Diane Carver
- 1999 : New York, unité spéciale (saison 1, épisode 9) : Doreet
- 2000 : New York 911 (série télévisée) : Karen Kramer
- 2001 : Treading Water : Alex Barrett-Rosenberg
- 2001 : Urgences (série télévisée) : Vicki
- 2002 : Preuve à l'appui (série télévisée) : Laura (VF : Ivana Coppola)
- 2002-2003 : 24 heures chrono (série télévisée) : Eve / Amanda
- 2004 : Hellbent : Maria
- 2005 : Haine et Passion (série télévisée) : Cassie Lawrence